# Улица Щорса (Минск)
Улица Щорса (бел. Вуліца Шчорса) — улица в Московском районе Минска. Названа в честь Николая Александровича Щорса (1895—1919), красного командира, героя Гражданской войны.
Расположена в историческом районе Грушевка между Железнодорожной улицей возле вагоноремонтного завода и улицей Розы Люксембург. Пересекается с улицами Разинской, Грушевской, Папанина, Декабристов, проспектом Дзержинского, 1-й и 2-й Землемерными улицами. Улица получила современное название в 1939 году. Существуют также параллельные 2-я, 3-я и 5-я улицы Щорса и перпендикулярная 4-я улица Щорса неподалёку. На всём протяжении улицы действует автобусное (№49) и троллейбусное (№23) движение. Нумерация домов — от пересечения с Железнодорожной улицей. Долгое время застройка была частным сектором с небольшим количеством двухэтажных и пятиэтажных зданий. В 2010-е годы большая часть улицы застроена многоэтажными домами.
С 2004 года на пересечении улицы Щорса и проспекта Дзержинского строилась станция метро «Грушевка» Московской линии метро, в связи с чем движение по центральной части улицы изменено.
На проспекте Дзержинского планировалось построить дом длиной примерно в километр, и ожидалось, что улица Щорса будет проходить сквозь него через арку. Этот проект не был реализован.